# Györgyi Hegedűs
Györgyi Hegedűs, coniugata Krizsánné (Parád, 17 giugno 1938 – Parád, 29 marzo 2020), è stata una cestista ungherese.

## Carriera
Con l'Ungheria ha disputato tre edizioni dei Campionati europei (1962, 1964, 1968).